# Baruch (Name)
Baruch (hebräisch בָּרוּךְ ‚gesegnet‘) ist ein hebräischer Vorname, der aus der Bibel stammt und auch als Familienname verwendet wird. Der Vorname bedeutet in etwa „der Gesegnete“. Gleiche Wortwurzel (Radix) und Bedeutung haben der arabische Name بارك / Bārak und dessen englische Variante Barack.

## Biblische Personen
- Baruch, Sohn des Nerija, Schreiber des Propheten Jeremia
- Baruch, Sohn des Sabbai, Helfer beim Wiederaufbau Jerusalems (Neh 3,20 EU)
- Baruch, Vater oder Ahn des Maaseja (Neh 11,5 EU)

## Vorname
- Baruch Ashlag (1907–1991), israelischer Rabbiner, Kabbalist und Autor
- Baruch Auerbach (1793–1864), deutsch-jüdischer Pädagoge
- Baruch Berliner (* 1942), israelischer Komponist, Ökonom und Lyriker
- Baruch Samuel Blumberg (1925–2011), US-amerikanischer Mediziner und Biochemiker
- Baruch Bendit Goitein (* um 1770; † 1839), Rabbiner
- Baruch Goldstein (1956–1994), israelischer Offizier, tötete 1994 bei einem Attentat 29 Palästinenser
- Baruch Jeitteles (1762–1813), aufgeklärter Rabbiner, Talmudgelehrter, Schriftsteller und Arzt aus Böhmen
- Baruch Kimmerling (1939–2007), aus Rumänien stammender israelischer Soziologe
- Baruch Isaak Lipschütz (1812–1877), deutscher Rabbiner
- Baruch Marzel (* 1959), israelischer Politiker
- Baruch Ophir (1910–2004), deutsch-jüdischer Historiker
- Baruch Placzek (1834–1922), tschechischer Rabbiner
- Baruch de Spinoza (1632–1677), portugiesisch-holländischer Philosoph jüdischer Abstammung

## Familienname
- Bernard Baruch (1870–1965), US-amerikanischer Finanzier und Präsidentenberater
- Clarisse Baruch (* 1958), französische Hochschullehrerin und Psychoanalytikerin
- Franziska Baruch (1901–1989), Kalligrafin und Gestalterin hebräischer Schriften
- Friedl Baruch (Siegfried Baruch; 1905–1995), deutscher Politiker (KPD, CPN)
- Hugo Cyrill Kulp Baruch (1907–1967), deutscher Schriftsteller, Maler und Zeichner, siehe Jack Bilbo
- Hermann Baruch (1896–1942), deutscher Ringer, Opfer des Holocaust
- Juda Löb Baruch (1786–1837), deutscher Journalist, Literatur- und Theaterkritiker, siehe Ludwig Börne
- Julius Baruch (1892–1945), deutscher Ringer und Gewichtheber, Opfer des Holocaust
- Leslie Baruch Brent (1925–2019), deutschstämmiger britischer Immunologe und Zoologe
- Lili Baruch (1895–1966), deutsche Fotografin
- Marion Baruch (* 1929), rumänische Künstlerin
- Max Baruch (1883–1938), deutsch-amerikanischer Chirurg
- Meir ben Baruch (1215–1293), Rabbi Meir von Rothenburg
- Ovadia Baruch (1922–2010), griechischer Überlebender des Holocaust
- Ruth-Marion Baruch (1922–1997), US-amerikanische Fotografin
- Sasha Noam Baruch Cohen (* 1971), englischer Komiker und Schauspieler (Ali G und Borat), siehe Sacha Baron Cohen
- Simon Baruch (1840–1921), Arzt und Pionier der Hydrotherapie in den Vereinigten Staaten
- Stefania Baruch (1891–1963), polnische Musikerin